# 津久見島
津久見島（つくみしま）は、大分県臼杵市の臼杵湾に浮かぶ無人島である。日豊海岸国定公園に指定されている。名前が「津久見島」であるために間違われることもあるが、津久見市ではなく臼杵市にある。

## 概要
臼杵湾のほぼ中央の沖合約7kmに位置し、面積0.2km2、周囲2.3km、標高166mである。人口は二人いたが、近年の台風の影響で民家が被害に遭い、住民は本土に引っ越して無人化した。どこから見ても整った円錐形をしており、その形から別名「おにぎり島」とも呼ばれる。周囲は急峻な斜面に囲まれるが、本土側にはわずかに浜が開けており、海水浴場及びキャンプ場が整備されている。また、磯釣りのポイントでもある。

## 歴史
古くは竹島といい、津久見島という名は、臼杵城からこの島と月を望む景観が素晴らしいことから、月見島と呼ばれていたものが変化したという。また、寛永元年（1624年）には臼杵藩の第3代藩主稲葉一通が琵琶湖に浮かぶ竹生島の都久夫須麻神社（竹生島神社）から祭神の弁財天を勧請し、竹生島と改称したと『臼杵小鑑』に記されている。

## 自然
島全体が島全体が亜熱帯性の原生林で覆われ、アコウ、ハマユウ、ハマウツボなどの希少な植物種が見られる。また、ミカドアゲハが生息しており、大分県の天然記念物に指定されている。豊後水道に多く見られるイルカが島周辺に現れることもある。

## 交通
本土との間に定期船はなく、島へは瀬渡し船などで渡る。